# Metalcore melodic

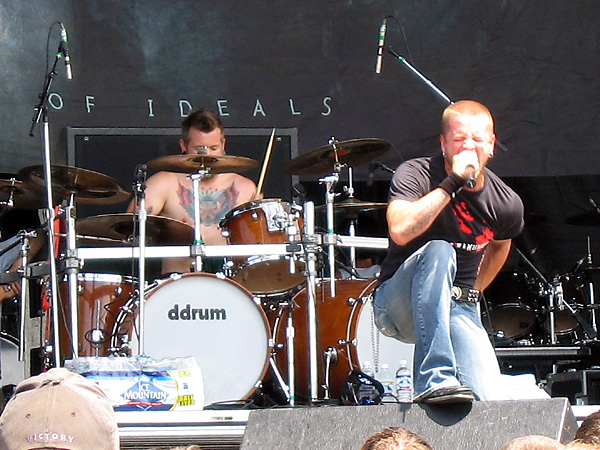
Formația melodic metalcore All That Remains evoluând la Ozzfest în 2006

Metalcore-ul melodic sau melodic metalcore (denumit în mod greșit melocore uneori) este un gen de fuziune ce îmbină trăsături de metalcore și death metal melodic. Genul conține riffuri melodice de chitară, blast beat-uri, breakdownuri stilizate de metalcore și vocal care poate varia între death growl, screaming și cântare curată, normală.